# Natale Schiavoni

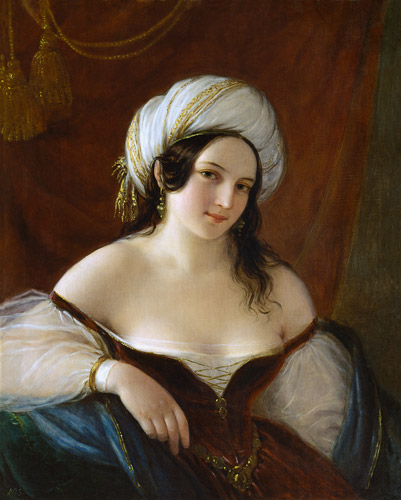
Odaliska (1845)

Natale Schiavoni (25. dubna 1777, Chioggia – 15. dubna 1858, Benátky) byl malíř italského původu.
Věnoval se portrétní malbě, figurálním a snad i náboženským námětům. Studoval v Benátkách zřejmě u Francesca Maggiotta (1738–1805) a kontakty udržoval i s dalšími italskými umělci a učenci (básníci Melchiorre Cesarotti, Ugo Foscolo, botanik Stefano Chiereghin aj.). Pracoval pro knížete Evžena de Beauharnais v Miláně a pro Františka I. ve Vídni. Do Benátek se přestěhoval roku 1824 a sem spadá tedy i vznik jednoho z jeho nejznámějších obrazů Odaliska (1845). V Čechách mu je připisována (i) grafika Kladení Krista do hrobu. Zde je však třeba opatrnosti, neboť je umělecké dílo zároveň datováno do 17. století.[zdroj?]